# Timor (canción de Shakira)
Timor es una canción dance pop escrita, producida e interpretada por Shakira. Es la undécima canción del disco Oral Fixation Vol. 2 y la duodécima de dicho disco reeditado.

## Información de la canción
"Timor" se describe como una canción de protesta por su crítica hacia el sistema judicial.

"The system never fails, the good guys are in power and the bad guys are in jail" 

- el sistema nunca falla, los hombres buenos están en el poder y los malos en la carcel.-

El concepto de democracia.

"It's alright just as long as we can vote, we live in a democracy and that's what we promote" 

- está todo bien mientras que podamos votar, vivimos en democracia y eso es lo que promovemos.-

Los medios de comunicación masivos.

"It's alright if the news says half the truth, hearing what we want is the secret of eternal youth" 

- está todo bien si las noticias dicen la mitad de la verdad, escuchando lo que queremos es el secreto de la eterna juventud.-

Y la alineación adolescente.

"It's alright if the planets split in three, 'cause I'll keep selling records and you've got your MTV" 

- está todo bien si el planeta se parte en tres, porque voy a seguir vendiendo discos y tu tienes tu MTV.-

La canción nunca fue lanzada como single.

### Importancia del título
El nombre de la canción es una referencia a Timor Oriental, un país asiático de habla portuguesa que alcanzó su independencia de Indonesia en el año 2002 y que todavía se halla en vías de desarrollo.

### Cambio de título de la canción enIndonesia
"Timor" fue retitulada como "It's Alright" (ya que en varias partes de la canción se dice eso) en la versión indonesia de Oral Fixation Vol. 2, debido a que la independencia de Timor Oriental es una cuestión muy controvertida. La cubierta del álbum también fue cambiada, así como en otras naciones musulmanas.

## Personal
- Letra y música: Shakira
- Productor/a: Shakira
- Productor Ejecutivo: Rick Rubin
- Coproductor: Lester Mendez for Living Stereo
- Voz Principal: Shakira
- Coros: Shakira, Mario Inchausti
- Coro: Church of the Epiphany Chamber
- Director del coro: Patrick Dupré Quingley
- Bajo: Chris Chaney
- Teclados: Lester Mendez, Pete Davis
- Guitarra: Lyle Workman, Tony Reyes
- Programación: Pete Davis, Lester Mendez
- Ingenieros de grabación: Rob Jacobs, Kevin Killen
- Ingeniero de mezclas: Gustavo Celis